# Armand Janssens
Armand Frans Henri Janssens (Berchem, 4 juli 1890 - Antwerpen, 6 juni 1963) was een Antwerps zakenman en politicus.
Hij was de zaakvoerder van bouw- en vastgoedonderneming "Comptoir Général du Batiment" en van de "Grands Hotels Modernes Belges".
Hij bouwde de Conforta-wijk in Deurne, een wijk met bescheiden koopwoningen voor arbeiders. Vlakbij staat ook zijn eigen woning in Art Déco.
Hij was de bouwheer van enkele nog bestaande opvallende gebouwen in Antwerpen, meestal in Art Déco, o.a. het Century Hotel en Grand Hôtel op de De Keyserlei, Résidence Isabelle en het appartementsgebouw Mechelsesteenweg 109.
Wanneer hij in 1934 in financiële problemen komt door de algemene economische crisis, lanceert hij een politieke campagne tegen de regering. Hij start met een weekblad Rénovation (De Realist in het Nederlands) en in 1935 sticht hij de Realistische Partij. Met zijn populistische campagne van zogenaamde onthullingen van politieke schandalen, was hij in zekere zin de wegbereider van Léon Degrelle en Rex.
Bij de tussentijdse verkiezing van 14 april 1935 in de kieskring Brussel, uitgelokt door Paul-Henri Spaak, stelde hij zich kandidaat tegen Spaak en haalde een verrassende 45.772 stemmen (12% van de ingeschreven kiezers).
Daarna werd hij uitgesproken antisemitisch. Bij de algemene verkiezingen van 1936 haalde hij geen zetels. Zijn campagne werd overschaduwd door de moord op Albert Pot en Theo Grijp.
Hij ligt begraven op het Schoonselhof.